# Naissance en 1406
Naissance
- 1402
- 1403
- 1404
- 1405
- 1406
- 1407
- 1408
- 1409
- 1410

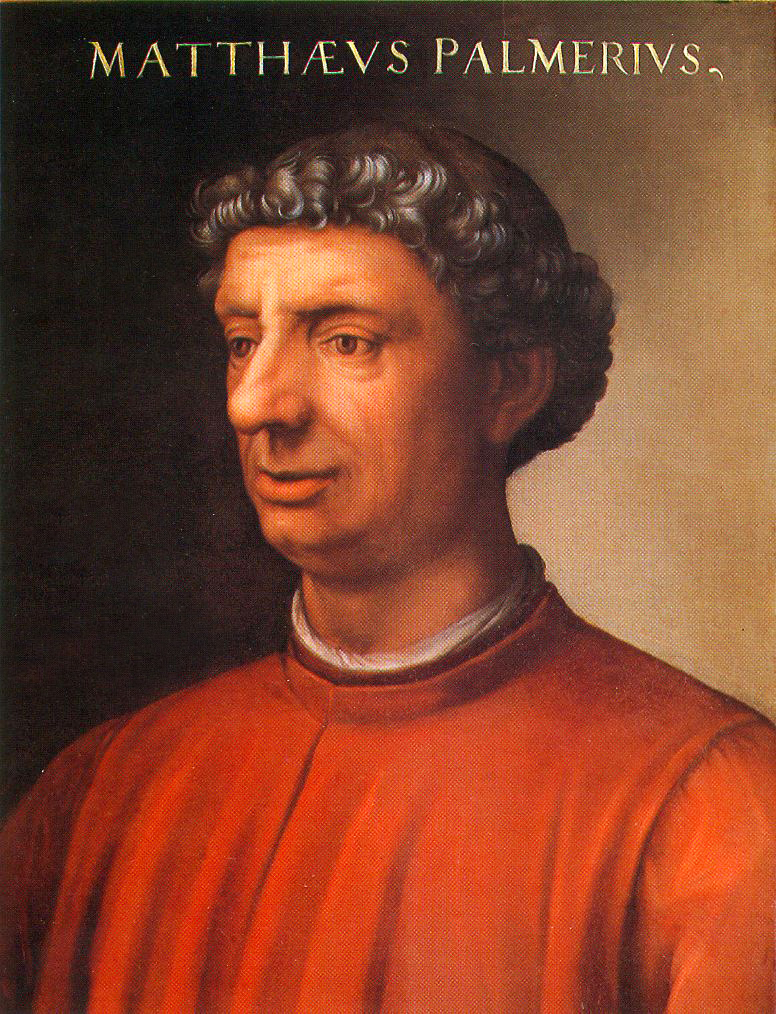
Matteo Palmieri, né en 1406.

Cette page dresse une liste de personnalités nées au cours de l'année 1406  :
- 13 janvier : Matteo Palmieri, humaniste et homme d'État italien.
- 28 janvier : Guy XIV de Laval, ou François de Laval-Montfort, baron puis 1er comte de Laval, baron de Vitré, vicomte de Rennes, seigneur de Châtillon, d'Acquigny.
- 11 juillet : Guillaume de Bade-Sausenberg, dit Guillaume de Hochberg, margrave de Bade-Hachberg-Sausenberg.
- Marguerite d'Orléans, comtesse de Vertus et comtesse consort d'Étampes.

- Marco Corner, patricien vénitien descendant de Marco Corner, 59e doge de Venise.
- Jorge da Costa, cardinal portugais.
- Jean IV de Brandebourg-Culmbach, margrave de Brandebourg-Culmbach.
- Jean V de Bueil, chevalier, capitaine de Tour, amiral de France, comte de Sancerre, vicomte de Carentan, seigneur de Bueil, Montrésor et d'Aubijoux, de Château-En-Anjou, de Courcillon, de Saint-Calais, de Vaujours, Ussé et de Vailly-sur-Sauldre.
- Ulric de Cilley, comte de Cilley, aujourd'hui Celje en Slovénie et magnat de Hongrie.
- Ludovic Ier de Saluces, marquis de Saluces.
- Grzegorz de Sanok, professeur à l’Académie de Cracovie, archevêque de Lwow, premier représentant de l'humanisme en Pologne, critique de la philosophie scolastique.
- Maso di Bartolomeo, architecte, sculpteur, orfèvre et fondeur de bronze italien du Quattrocento.
- Fra Filippo Lippi, dit Fra Filippo del Carmine, peintre italien de la première Renaissance.
- Maffeo Gherardi, dit le cardinal de Venise, cardinal italien.
- Bartolomeo Roverella, surnommé le cardinal de Ravenne, cardinal italien.
- Lo Scheggia, ou Giovanni di Ser Giovanni, peintre italien de l'école florentine.
- Shinkei, prêtre bouddhiste japonais ainsi qu'un poète tanka (poésie) et renga.

date incertaine (vers 1406)
- Edmond Beaufort, 1er comte de Dorset, 4e comte puis 1er duc de Somerset (1448), un des grands capitaines anglais de la fin de la guerre de Cent Ans et du début de la Guerre des Deux-Roses.
- Diomede Ier Carafa, comte de Maddaloni, homme politique et auteur italien.

## Crédit d'auteurs
- Cet article est partiellement ou en totalité issu de l'article intitulé « 1406 » (voir la liste des auteurs).